# THE NAMPA BOYS
THE NAMPA BOYS（ザ・ナンパ・ボーイズ）は日本のロックバンド
。

## 経歴
2005年に小林聡里（ボーカル・ギター）と田中悠貴（ベース）を中心に結成。中学2年生の時にライブハウスでの活動を開始し、地元で「洋楽ロックをカバーする中学生バンド」として話題を集める。
2008年に初開催された閃光ライオットにて本戦出場を果たし、大会最年少のファイナリストとなった。その後紆余曲折を経て、高校卒業を機に上京。都内で精力的なライブ活動を行う中で、当時の所属レーベルのスタッフの目に留まり、6月6日にテレビ東京系ドラマ「クローバー」のオープニングテーマに起用された楽曲を収録した1st single「プランジ」でメジャーデビューをした。
結成10週年を迎えた2015年12月、メンバー全員がバンドを『卒業』することを発表。2016年3月5日長野・ALECXにてワンマンライブ「卒業式Final Season～最初で最後の待つ元ワンマン～」を行い活動を休止した。

## メンバー
全員が1993年生まれで長野県松本市出身。
| 名前                             | パート                    | 生年月日      |
| -------------------------------- | ------------------------- | ------------- |
| 小林聡里 （こばやし さとり）     | ボーカル ギター 作詞 作曲 | 1993年2月28日 |
| 田中悠貴 （たなか ゆうき）       | ベース コーラス           | 1993年1月29日 |
| 澤柳昌孝 （さわやなぎ まさたか） | ギター コーラス           | 1993年1月1日  |
| 後藤駿 （ごとう しゅん）         | ドラムス コーラス         | 1993年3月14日 |

## 旧メンバー
閃光ライオット2008 に出演時のメンバー

| 名前     | パート   |
| -------- | -------- |
| 中村美弦 | ギター   |
| 高裕信   | ドラムス |

## ディスコグラフィ

### シングル
|     | 発売日       | タイトル | 規格 | 規格品番  | 収録曲                  | オリコン最高位 |
| --- | ------------ | -------- | ---- | --------- | ----------------------- | -------------- |
| 1st | 2012年6月6日 | プランジ | CD   | AMWR-1003 | 1. プランジ 2. 彼女の目 | 45位           |

### ミニアルバム
|     | 発売日        | タイトル | 規格 | 規格品番  | 収録曲                                                                                        | オリコン最高位 |
| --- | ------------- | -------- | ---- | --------- | --------------------------------------------------------------------------------------------- | -------------- |
| 1st | 2012年7月11日 | froM     | CD   | AMWR-1004 | 1. 到来 2. プランジ 3. 月照 4. 螺旋インセクト 5. キャンバス 6. 待つ元                         | 133位          |
| 2nd | 2013年10月9日 | バトルズ | CD   | AMWR-1005 | 1. MAKEINU SONG 2. 夜明けの太陽 3. 悪魔 4. ネイヴァーリンの音楽家 5. ハロー ドリー 6. Forward |                |

### デモ・自主製作盤
|              | 発売日         | タイトル                  | 収録曲                                                                    |
| ------------ | -------------- | ------------------------- | ------------------------------------------------------------------------- |
| デモアルバム | ????年??月??日 | fierce swing              | 1. 白線 2. ワクワクのリズム 3. thirteen 4. 空間 5. 世界と色は 6. 春、浮遊 |
| デモ e.p     | ????年??月??日 | 分からないこと            | #???                                                                      |
| 自主製作盤   | 2011年08月03日 | 到来                      | 1. 到来 2. adult 3. 彼女の目 4. ふたつのもの                              |
| デモ         | 2013年07月24日 | THE NAMPA BOYS / DEMO ver | 1. 夜明けの太陽 2. 世界と色は                                             |
| デモ         | 2014年11月22日 | Demo 2014                 | 1. lama 2. あいらぶゆー 3. アタシの人生 4. 僕じゃないなら                 |

### コンピレーションアルバム
|                          | 発売日         | タイトル           | 規格 | 規格品番  | 収録曲                 | オリコン最高位 |
| ------------------------ | -------------- | ------------------ | ---- | --------- | ---------------------- | -------------- |
| コンピレーションアルバム | 2008年11月26日 | 閃光ライオット2008 | CD   | RIOT-2008 | 11曲目「THIRTEEN」収録 | 39位           |

## ミュージックビデオ
| 監督   | 曲名                                                  |
| 斎藤渉 | 「プランジ」                                          |
| 柴崎毅 | 「待つ元」                                            |
| 名取哲 | 「MAKEINU SONG」                                      |
| 不明   | 「夜明けの太陽(NEW Ver.)」「夜明けの太陽(demo ver.)」 |

## 主なライブ

### ワンマンライブ・主催イベント
- 2012年07月30日 - THE NAMPA BOYS presents 「rebellion vol.6 東京編」
w/HINTO / MOROHA
- 2013年07月08日 - NAMPAの日 ～終演後は自己責任で～
- 2013年12月18日 - ワンマンライブ～歌舞伎町バトルズ～
- 2014年11月22日〜12月06日 - THE NAMPA BOYS ツアー2014 ～中央戦線異常なし!?～
w/セプテンバーミー / 浮遊スル猫 / コンテンポラリーな生活 / モハメド / THE PINBALLS / ドラマチックアラスカ
- 2015年03月08日 - THE NAMPA BOYS presents 「劇場版 それいけ! ナンパンマン2 恐怖の渋谷奪還作戦～楽しんでいってオ～クレスト～」
- 2015年12月18日 - THE NAMPA BOYS presents 【NAMPAの年末大感謝ワンマン!～10周年直前SP～】
- 2016年03月05日 - THE NAMPA BOYS presents「卒業式Final Season～最初で最後の待つ元ワンマン～」

### 出演イベント
- 2007年11月11日 - 松本ALECX『地殻変動vol.1』

w/ つしまみれ、 セツナブルースター
- 2008年08月10日 - 閃光ライオット2008  ファイナルステージ
- 2010年07月03日 - ASIAN2  presents Smells like a lechery beretta
- 2012年04月29日 - アップル斎藤と愉快なヘラクレスたち CD発売イベント
- 2012年05月24日 - MUSIC LINXS
- 2012年06月03日 - BRAND NEW AGE
- 2012年07月15日 - LIVE GOW!!
- 2012年08月10日 - MTV ZUSHI FES 12 supported by RIVIERA
- 2012年08月25日 - RockDaze! 2012
- 2012年10月06日 - MEGA☆ROCKS 2012
- 2012年10月08日 - スペースシャワー列伝 第91巻 ～秋茄子(あきなす)の宴～
- 2012年10月13日 - MINAMI WHEEL 2012
- 2012年10月27日 - 夢チカLIVE VOL.81
- 2012年10月31日 - October RockDaze! 2012
- 2012年11月04日 - 5th Anniversary 閃光ライオット2012 感謝祭!!
- 2012年11月23日 - 金沢 ROCK Street Market 2012
- 2012年12月22日 - ザ・チャレンジ5番勝負 4thチャレンジ:ザ・チャレンジ VS ヤング
- 2012年12月23日 - FM AICHI presents STAND UP!
- 2013年01月18日 - 小林太郎 VS Short Tour
- 2013年02月01日 - 日々ロックFESTIVAL VOL.2 powered byRADIO DRAGON
- 2013年02月19日 - Jack in the Box
- 2013年03月17日 - HAPPY JACK 2013
- 2013年03月18日 - RockDaze! 外伝 '13march
- 2013年03月20日 - SANUKI ROCK COLOSSEUM 2013
- 2013年03月21日 - Baked Plum Cake
- 2013年03月23日 - 夢チカLIVE VOL.85
- 2013年04月07日 - BRAHMAN Tour 相克
- 2013年04月16日 - SHINJUKU LOFT 14TH ANNIVERSARY ～お客様大感謝祭1000円ライブ～
- 2013年05月01日 - BLUE ENCOUNT TOUR 2013 FINDING "SIGNAL"
- 2013年05月12日 - high water
- 2013年05月31日・06月01日・16日・29日・30日 - Droog やけっぱちTOUR 2013
- 2013年06月05日・06日 - MUSIC LINXS ～1st Anniversary 2Days～
- 2013年06月08日 - SAKAE SP-RING 2013
- 2013年06月15日 - Sendai Music Attack!
- 2013年06月21日 - イツエ Presents 「ヘルツはそのままで -rama-」
- 2013年06月29日 - OTOSATA Rock Festival 2013
- 2013年08月09日 - TREASURE05X 2013 10th Anniversary
- 2013年08月10日 - SUMMER SONIC 2013
- 2013年08月18日 - RockDaze! showcase'13 summer
- 2013年08月31日 - SPACE SHOWER SWEET LOVE SHOWER 2013
- 2013年09月17日・24日・29日 - NEW TOWER GENERATION 2013
- 2013年10月05日 - MEGA☆ROCKS 2013
- 2013年10月09日 - Ready Chotto Go!! supported by A-Sketch
- 2013年10月14日 - MINAMI WHEEL 2013
- 2013年10月15日 - ミナホのJANUS的後夜祭 -MINAMI WHEEL EDITION-
- 2013年10月19日 - HaKU wonderland TOUR 2013"hacking your mind"
- 2013年10月23日 - SHIMOKITAZAWA SHELTER 22TH ANNIVERSARY「SHELTER三つ巴ライブ」
- 2013年11月14日 - MUSIC LINXS vol.9
- 2013年12月31日 - 『Ready Set Go!!』Count Down Live 2013⇒2014 supported by A-Sketch
- 2014年01月25日 - CBA×GARDEN presents JUNK ROYALE vol.4
- 2014年02月11日 - SHELTER presents "BATTLE60×60"
- 2014年02月18日 - Jack in the Box
- 2014年02月22日 - STANCE PUNKS presents 火の玉宣言 vol.41～地下パンクの逆襲～supported by 下北ロック
- 2014年03月01日 - CBA×GARDEN presents JUNK ROYALE vol.5
- 2014年03月16日 - HAPPY JACK 2014
- 2014年03月18日 - LIVE GOW!!vol.3
- 2014年03月22日 - MUSIC CUBE 14
- 2014年05月03日 - OTOSATA Rock Festival 2014
- 2014年05月23日 - CBA×GARDEN presents JUNK ROYALE vol.7
- 2014年05月29日 - Finalizing vol.11
- 2014年05月30日 - 35 minutes ALL!
- 2014年05月31日 - InterFM presents Shimokitazawa SOUND CRUISING 2014
- 2014年07月05日 - The cold tommy 1st Full Album『conservative dolls』Release Tour 2014
- 2014年07月26日 - MORNING RIVER SUMMIT 2014
- 2014年08月15日 - KYOTO MOJO presents
- 2014年08月16日 - TREASURE05X 2014 ～summer triangle～
- 2014年08月24日 - DISK GARAGE MUSIC MONSTERS -2014 summer-
- 2014年09月21日 - EASTSIDEROCKERZ presents PUNK AROUND THE WORLD VOL.34 ～8TH ANNIVERSARY～
- 2014年09月23日 - 今が旬!!
- 2014年09月26日 - ヒトリエ東名阪2マン企画 オフタリサマデ漂流ツアー
- 2014年10月09日 - 片山ブレイカーズ&ザ★ロケンローパーティ「KEDA-MONO/MONO-NOKE」ツアー
- 2014年10月10日 - ザ・東京ナンバーズ [夢から醒めるまで] レコ発ツアー
- 2014年10月12日 - DIVING ROCK 2014 in KANAZAWA
- 2014年10月13日 - MINAMI WHEEL 2014
- 2015年01月18日 - GRANDLINE 2015
- 2015年04月02日・03日 - イツエ Presents 「今夜絶対」 Release Tour ～君と五重奏～
- 2015年06月28日 - OTOSATA Rock Festival 2015
- 2015年08月09日 - MURO FESTIVAL 2015 "後夜祭"
- 2015年09月12日 - The cold tommy『FLASHBACK BUG』リリースツアー
- 2016年02月06日 - でらロックフェスティバル 2016